# دمپایی

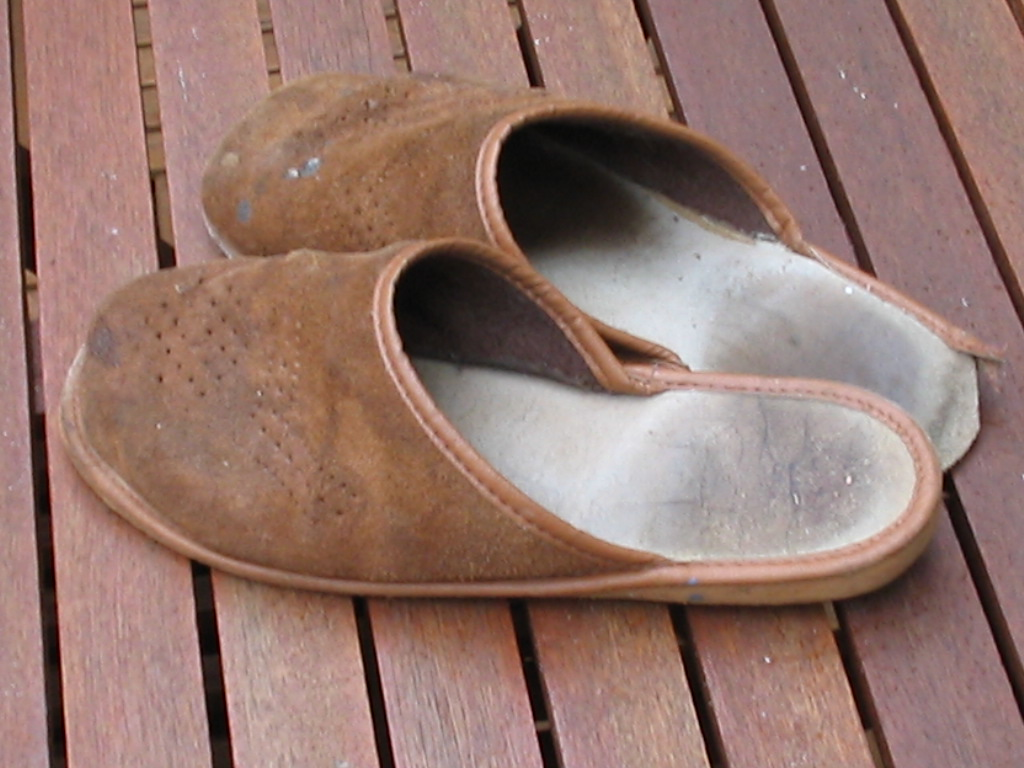
گونه‌ای دمپایی پارچه‌ای

دَمپایی یا در فارسی پاکستان سِلیپَر (به انگلیسی: slippers) نوعی از پای‌افزار نرم یا سفت  و سبک است که برای پوشیدن در محیط خانه طراحی شده است.
دمپایی‌ها را معمولاً از جنس پشم یا نمد یا چرم نرم درست می‌کنند و گاه لایه‌ای از گیله نیز بر روی آنها دوخته می‌شود.
این پای‌افزار در انواع: جلو بسته، جلوباز، لا انگشتی، خزدار و معمولأ گرآن قیمت یا جنس بدرد نخور  موجود است. دمپایی‌های پارچه ای  بیشتر برای استفاده در حمام یا در توالت کاربر دارند.
منظور از دمپایی اینست که این پای‌افزار در کفش‌کن قرار ندارد و نزدیک به پای صاحب آن (دمِ پا) قرار دارد.
بازار جهانی فروش دمپایی در سال۲۰۲۲ برابر ۴۱۹.۸ میلیارد دلار بوده است.